# Boyfriend.dk
Boyfriend.dk er med sine ca. 40.000 profiler Danmarks største online netværk og datingwebsite for seksuelle minoriteter; homo-, bi- og transseksuelle. Siden blev lanceret 13. december 2002. Siden Girlfriend.dk har samme indhold, blot med andre farver.
Sitet blev i 2005 nomineret til "årets medie" i forbindelse med uddelingen af LGBT Danmarks LGBT-priser.
Boyfriend.dk var målt på sidevisninger Danmarks 16. største hjemmeside i 2011.